# Ciudad Piar
Ciudad Piar é uma cidade venezuelana, capital do município de Raúl Leoni.